# 国立上海商学院
国立上海商学院是中国第一所现代大学商学院，也是第一所独立的国立商学院。

## 历史
历史可追溯到1917年南京高等师范学校创办的商科。1921年，南京高等师范学校组建国立东南大学，商科由南京迁至上海，扩充为商学院，定名为国立东南大学分设上海商科大学，为中国第一所商学院；1927年后，随学校更名为国立第四中山大学商学院、国立江苏大学商学院。1928年，学校定名为国立中央大学（1949年更名南京大学），商学院更名国立中央大学商学院。1932年，国立中央大学商学院独立，定名为国立上海商学院。
1919年9月-1921年，杨杏佛任商科教授兼商科主任；1921年9月南高师商科迁上海，与暨南学校合设的上海商科大学成立，郭秉文任校长兼校长办公处主任，上海商科大学建校委员会十五位成员之一、南高师商科首任教授、暨南学校商科教授朱进任校长办公处副主任，马寅初任教务主任。徐佩琨、裴复恒、陈恩普、朱国璋曾先后担任上海商学院院长。曾设工商管理、普通商业、会计学、银行理财学、国际贸易学、国际运输学、保险学、统计学等系。 
1950年，学校改名为上海财政经济学院；1985年，更名为上海财经大学。